# Eugène Bureau
Eugène Bureau, à l'état-civil André Eugène Buraud, est un jardinier et architecte-paysagiste français né à Angoulême le 2 juillet 1872, et mort à La Couronne, le 28 janvier 1955.

## Biographie
Eugène Bureau, né André Eugène Buraud à Angoulême le 2 juillet 1872, est le fils d'Honoré Jean Buraud qui a une entreprise d'horticulture à Angoulême, au 65 rue Basse de l‘Hémicycle, réalisant des tracés de parcs et jardins ainsi que des travaux hydrauliques. Honoré Buraud tient ensuite un magasin de fleurs, place Bouillaud, à Angoulême, avec ses deux fils, Eugène André et Auguste Fernand.
Eugène se marie le 16 juillet 1898 à Barbezieux avec Marguerite Guyot mais sa jeune épouse décède sept semaines plus tard.
Il vit à Paris en 1905 et y épouse le 4 mars 1907 Marguerite Olivier. De ce mariage sont nés trois enfants, André, en 1908, Yvonne, en 1909, et Jacques, en 1910.
Il achète une propriété à La Couronne en 1910 où il s'installe avec sa famille.
Il est mobilisé en 1914 et reçoit la Croix de guerre. Il reprend son activité de paysagiste en 1919. Au total, il a réalisé près de 80 jardins dans 40 communes du département de la Charente, dont 13 à La Couronne et 10 à Angoulême.
Il meurt d'un cancer dans sa propriété le 28 janvier 1955. Le parc de sa maison est devenu le jardin public de La Couronne et porte le nom de « Jardin public Eugène Bureau » en 2019.
Trois de ses jardins sont inscrits au titre des monuments historiques.

## Réalisations les plus remarquables
- Jardin de la maison Lacroix à La Couronne, au début des années 1920, inscrit au titre des monuments historiques en 2013[2].
- Parc du logis de Chênard dans la commune de Chavenat, entre 1922 et 1924[3], inscrit au titre des monuments historiques en 1992[4].
- Jardin du moulin de Nanteuillet à Voulgézac, en 1927[5], inscrit au titre des monuments historiques en 2010[6].
- Jardin de l'hôtel de ville d'Angoulême, en 1930.
- Jardins de l'Argentor à Nanteuil-en-Vallée en 1932[7].
- Jardin de l'hôpital de Girac.
- Parc du château de la Mercerie de la fin des années 1940 au début des années 1950.

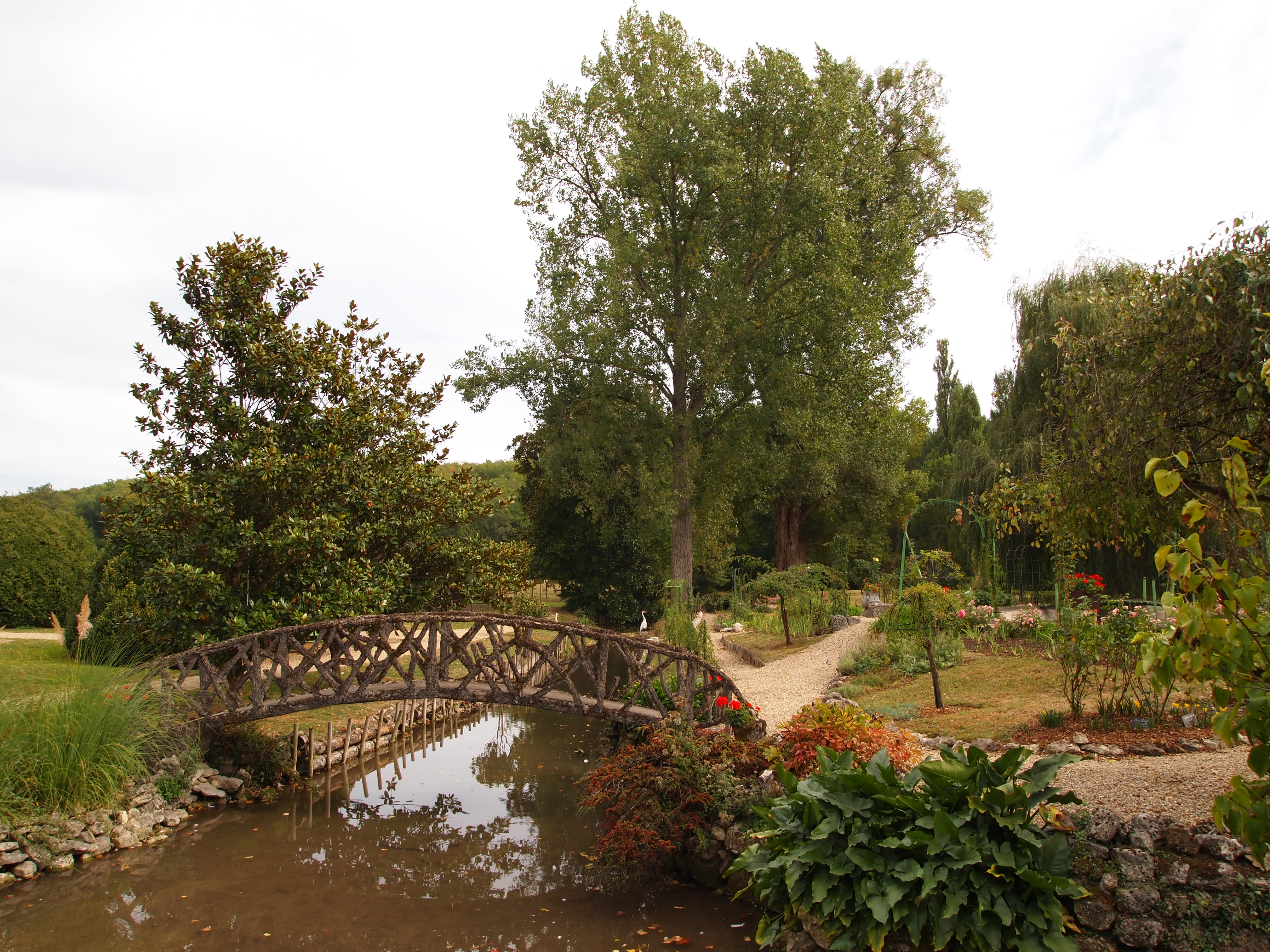
Jardin du moulin de Nanteuillet.
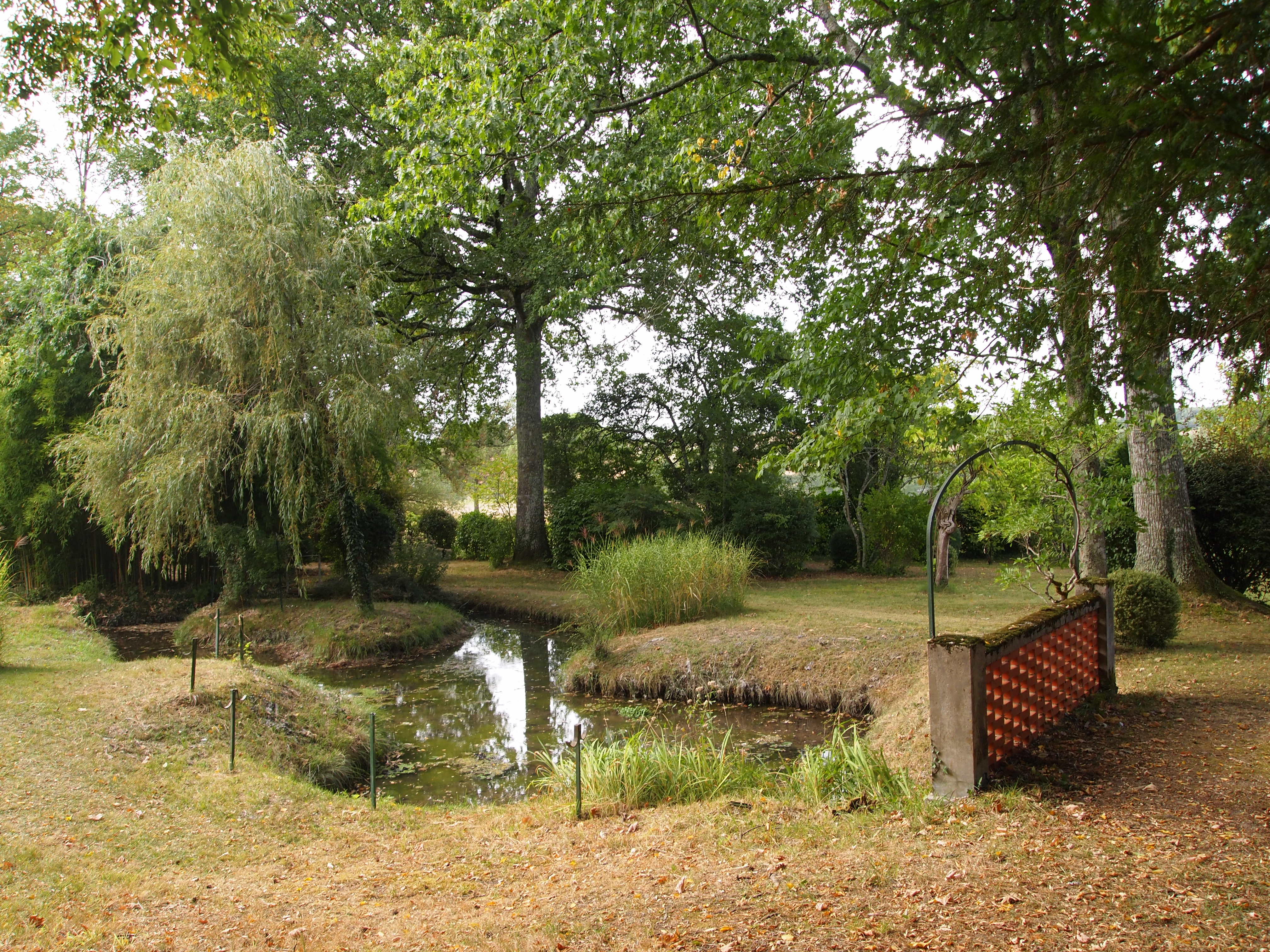
Parc du logis de Chênard.
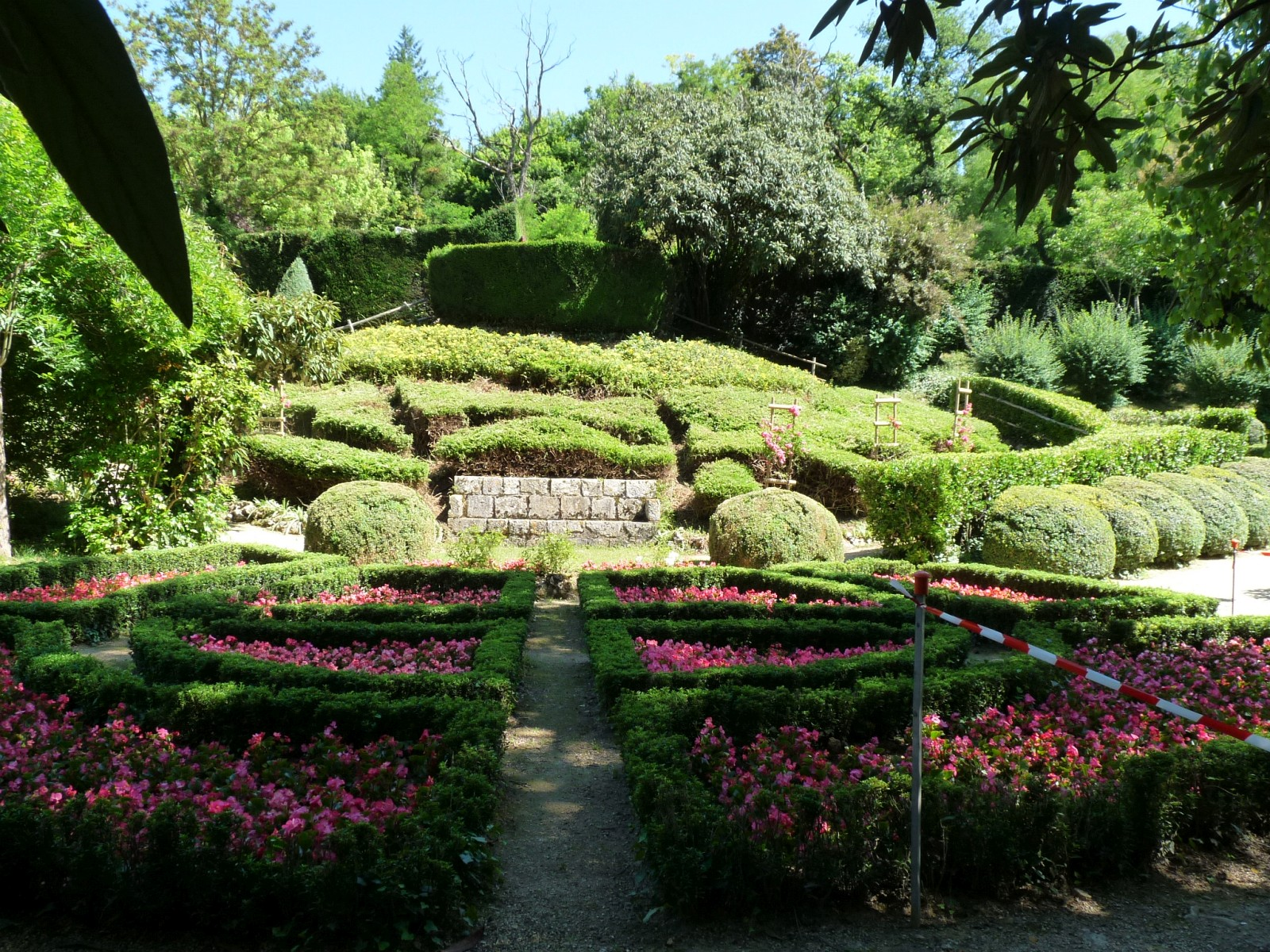
Jardins de l'Argentor.